# Las de la intuición
Singles de Shakira
Beautiful Liar
(2007) Si Tu No Vuelves
(2007)
Pistes de Fijación Oral Vol. 1
No
(7) Día de Enero
(9)
Las de la Intuición est une chanson pop écrite par Shakira et Luis Fernando Ochoa pour le quatrième album studio de la chanteuse colombienne, Fijación Oral Vol. 1. Elle est le 5e et dernier single promotionnel de l'album. Une version anglaise nommée Pure Intuition a été utilisée comme thème principal de la campagne publicitaire « Catch the Fever » du constructeur automobile espagnol SEAT. La chanson a été enregistrée et mixée par Celis Gustavo.

## Vidéo musicale
Le clip de "Las de la Intuición" a été tourné en avril 2007 à Miami, en Floride, sous la direction de Shakira et du photographe espagnol Jaume de Laiguana. Le concept du clip a été développé par la chanteuse, qui s'est inspirée du travail du photographe germano-australien Helmut Newton. Avant sa sortie, ses attachés de presse ont annoncé qu'elle apparaîtrait avec un nouveau look, déclarant que « Shakira est apparue avec des cheveux bruns, roux, raides et bouclés, mais elle n'a jamais été vue avec un look comme celui-ci. » La vidéo montre Shakira portant une perruque violette, des porte-jarretelles et des talons hauts tout en se produisant et en dansant au rythme de la piste dans différentes tenues, comme un corset noir, des minijupes et un uniforme d'écolière,. Dans le premier couplet, la chanteuse se regarde dans un miroir tout en se parfumant et en se mettant du rouge à lèvres. Dans le couplet suivant, elle tient une guitare et exécute une chorégraphie aux côtés de quatre danseurs habillés de la même manière qu'elle. Plus tard, ils continuent à danser tout en montrant parfois leurs sous-vêtements. À la fin du clip, elle apparaît appuyée contre une couche de plastique et interprétant le morceau avec un microphone. La première mondiale a eu lieu le 7 mai 2007, et est sortie sur l'iTunes Store sept jours plus tard. Il a également été inclus comme clip bonus sur le troisième album live de Shakira Oral Fixation Tour (2007). La guitare et la perruque utilisées par Shakira dans le clip vidéo ont été vendues aux enchères en 2008 pour 3 301,50 USD, au profit de la Barefoot Foundation de la chanteuse.
Les critiques musicaux ont donné une réponse positive au clip, beaucoup d'entre eux le considérant comme l'un des clips les plus sexy de Shakira en raison de ses tenues,. Peu de temps après sa sortie, Diario Digital a noté l'imagerie sexuelle du clip et a spéculé qu'il pourrait devenir controversé. La rédaction du journal colombien El Le Heraldo a publié un article sur la carrière de Shakira, dans lequel il estimait que l'artiste avait commencé à montrer une facette plus sexy avec la sortie du clip. Un critique du site argentin Minuto Uno a commenté que Shakira avait joué le rôle d'une femme fatale pour la vidéo et a fait l'éloge de ses tenues. Magazine mexicain "Quién" a écrit que Shakira "les a encore impressionnés" parce qu'elle n'avait pas peur de porter de la lingerie comme des porte-jarretelles[réf. nécessaire]. El País a complimenté le look du chanteur, tandis que El Tiempo considérait "Las de la Intuición" comme un clip emblématique de Vidéographie de Shakira. Aridiana Banos de El Universal Querétaro a écrit que le clip avait des thèmes de fétichisme, citant comme exemples la perruque, les tenues du chanteur et l'utilisation du plastique. Erik Roggeveen du site néerlandais Videoclips a attribué à "Las de la Intuición" deux étoiles sur cinq, écrivant qu'il manquait "l'aspect soigné" des clips précédents de la chanteuse. Il a également critiqué la chorégraphie et l'utilisation de couches plastiques, considérant cette dernière comme une scène à petit budget qui semblait inspirée d'un "étrange fétichisme japonais". Roggeveen a conclu que, même si ce clip se démarque des autres, il s'agit de son pire clip depuis "Whenever, Wherever" (2001)[réf. nécessaire].